# Francisco Manuel de Melo
|  | Per a altres significats, vegeu «Francisco Manoel Carlos de Mello de Ficalho». |

Francisco Manuel de Melo (Lisboa, 23 de novembre del 1608 – 24 d'agost del 1666) va ser un escriptor, polític i militar portuguès.
Historiador, pedagog, moralista, dramaturg i poeta, va esdevenir un representant important de la literatura barroca peninsular. Va formar part igualment de la història literària, política i militar d'Espanya, al capdavant de l'exèrcit de la qual va servir tant en la guerra de Flandes com en la revolta de Catalunya del 1640.
En 1631 va rebre la distinció de l'Orde de Crist de mans de Felip IV de Castella i la seva presència a la Cort madrilenya va esdevenir constant. Va tenir relació amb els cercles intel·lectuals castellans i va tenir tracte i amistat amb Francisco de Quevedo.
El 1644 va ser acusat d'homicidi a Portugal en el curs d'un confús afer passional i empresonat fins al 1655; posteriorment el van bandejar a l'Àfrica i al Brasil. El 1658, mort Joan IV, va tornar a Portugal.

## Obres
Entre les seves obres hom destaca: 

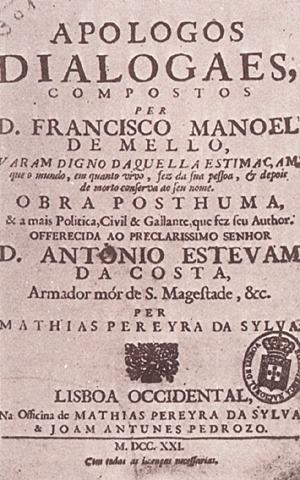
Portada dels Apólogos dialogaes

- Obras Métricas (Lió, 1665), escrita en castellà i portuguès.
- Apólogos dialogados, texts de crítica social i moral.
- Auto del hidalgo aprendiz, teatre.
- Carta de guía de casados.
- Tratado de la ciencia cábala, sobre l'ocultisme, fou publicat de manera pòstuma el 1721.
- Cartas familiares (Roma, 1664), memòries escrites durant la seva estada a la presó.
- Las tres Musas del Melodino, Lisboa, 1649.
- Historia de los movimientos, separación y guerra de Cataluña (1645), escrit amb el pseudònim de Clemente Libertino.